# Told
Told là một thị trấn thuộc hạt Hajdú-Bihar, Hungary. Thị trấn này có diện tích 14,91 km², dân số năm 2010 là 313 người, mật độ 21 người/km².